# Batonis Tsikhe

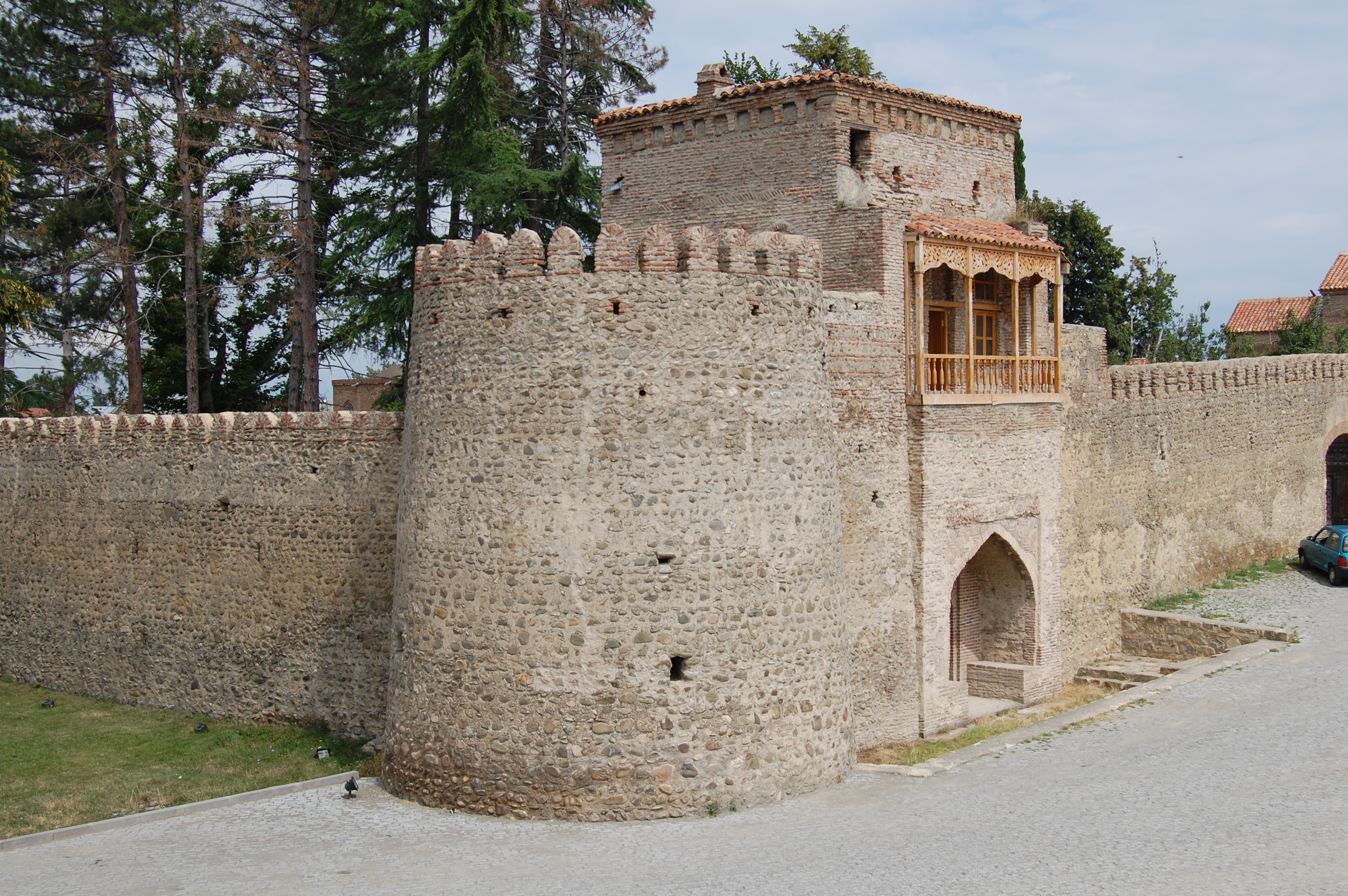
Entrada para Batonis Tsikhe

Batonis Tsikhe (em georgiano : ბატონის ციხე) literalmente, o "castelo do Senhor", é um monumento arquitetônico do século XVII-XVIII em Telavi, na região leste de Caquécia, na Geórgia. 
O complexo Batonis Tsikhe contém seções sobreviventes do palácio persa dos reis da Caquécia e um museu de exposições arqueológicas e etnográficas, manuscritos, publicações raras e equipamento militar, bem como uma galeria de belas artes. Em 2007, várias estruturas do complexo, palácio, parede e capela real foram inscritas na lista de monumentos culturais de importância nacional da Geórgia. Todo o complexo sofreu uma extensa renovação em 2018.

## Palácio Real

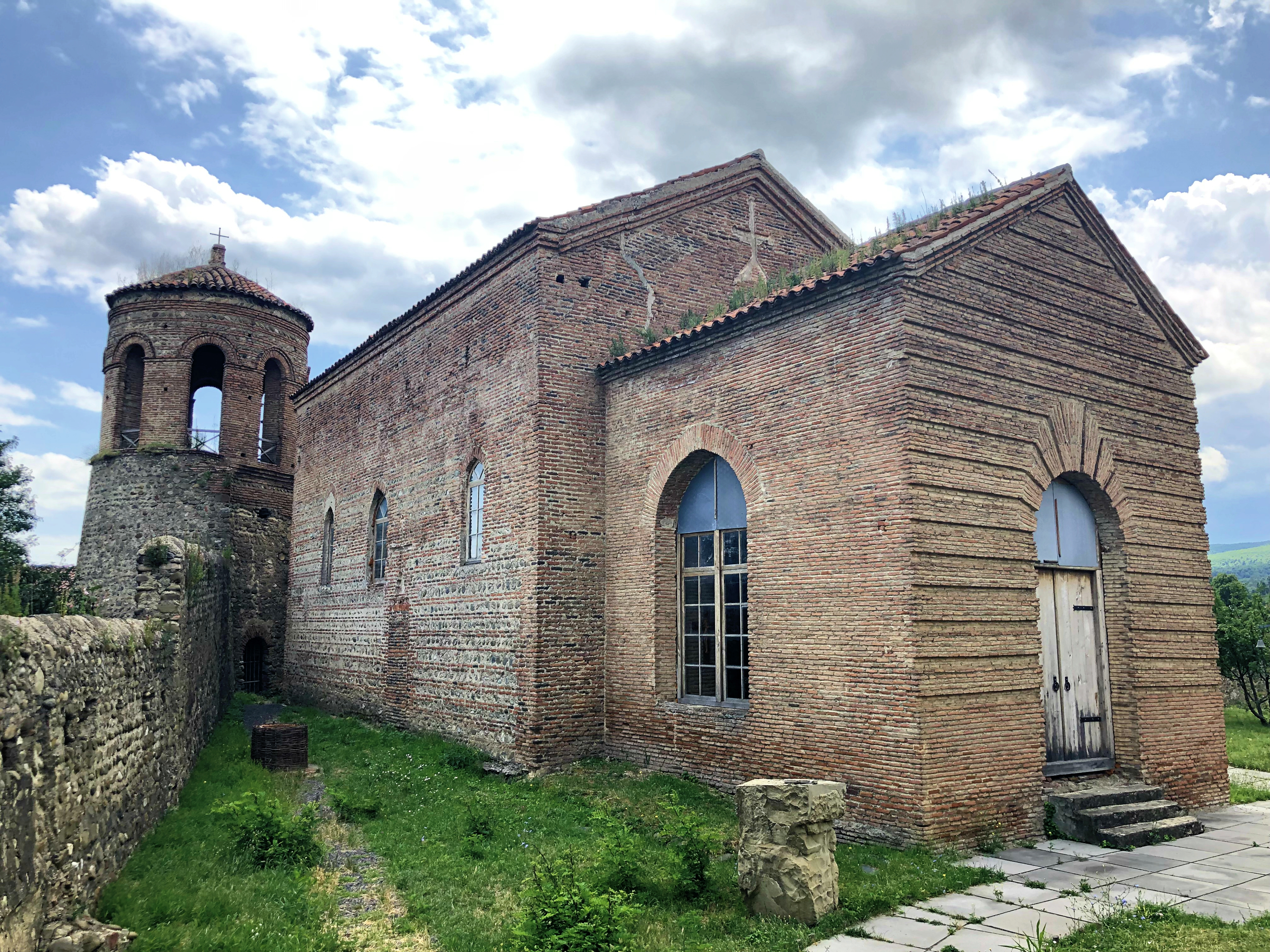
Capelas reais

Sala do trono no palácio de Batonis Tsikhe

O palácio original foi construído a mando do rei Archil em algum momento entre 1664 e 1675. No turbilhão político dos séculos XVII e XVIII, o palácio foi danificado e reconstruído várias vezes. Algumas seções do prédio e o palácio do rei Archil, remanescentes dos palácios contemporâneos da arte safávida, permaneceram intactos. Grande parte do edifício existente é o resultado da reconstrução realizada durante o relativamente estável reinado de Heráclio II como rei de Caquécia entre 1750 e 1762.
Todo o complexo do palácio, que inclui também duas capelas e casas de banho, é cercado por uma parede e grandes torres circulares nos cantos. O palácio é um edifício retangular com quatro varandas (ayvān), cada uma de frente para um ponto cardeal e ladeada por corredores e salas menores nos cantos. A entrada principal do palácio fica ao sul. 
Decorações de interiores típicas dos palácios persas daquele período, mosaicos espelhados e pinturas a óleo provavelmente estavam presentes, mas não sobreviveram.

## História posterior
Após a anexação da Geórgia ao Império Russo em 1801, o general Vasily Gulyakov escolheu o castelo como a sede do seu regimento em 1802. Em 1805, o castelo foi transferido para o tesouro imperial russo. Mais tarde, o exército russo usou-o como um quartel e foi principalmente em ruínas em 1845, quando Mikhail Vorontsov, vice-rei do Cáucaso, ordenou a reconstrução do palácio. Em 1865, o arquiteto alemão de origem georgiana Albert Salzmann (1833–1897) reconstruiu o palácio, agora em posse da Sociedade de Caridade Feminina Nino da Geórgia, para abrigar o Colégio de Mulheres de Santa Nino. Em 1935, o edifício foi adaptado à sua função atual como sede do Museu Histórico de Telavi.
O complexo Batonis Tsikhe foi completamente renovado e reaberto ao público em maio de 2018. Um novo museu também foi construído para abrigar coleções renovadas. Em 16 de dezembro de 2018, o castelo organizou a cerimônia de inauguração com a presença de Salomé Zurabishvili, quinto presidente da Geórgia.